# Apollonios från Aten

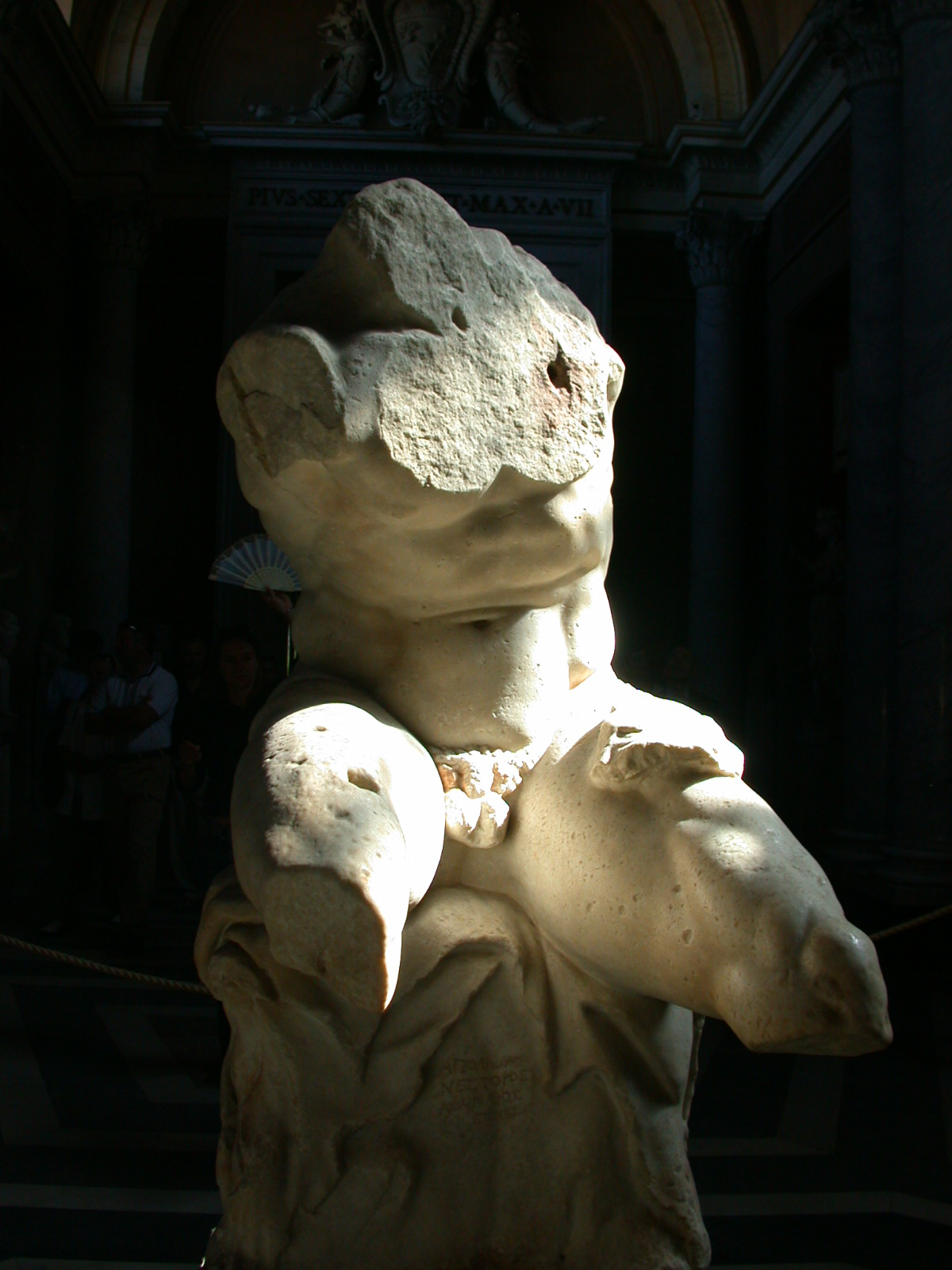
Torso di Belvedere

Apollonios från Aten, grekisk bildhuggare.
Apollonios tillhörde den nyattiska skolan, och från mitten av 100-talet f.Kr. ända in i kejsartiden utvecklade han en betydande verksamhet i synnerhet i Rom. Han skulpterade den torso av en vilande Herkules som är känd under namnet Torso di Belvedere (belevederetorson) och som är berömd för sin kraftiga anatomiska behandling. Den påträffades i Rom i början av 1500-talet, på den plats där Pompejus teater tidigare funnits, och sattes upp i Vatikanens Belvedere. Den prisades senare av Winckelmann som ett av bildhuggarkonstens största underverk. Michelangelo påstod att han lärt sig all sin konst av denna torso. Numera anser man att den endast var en skickligt bearbetad kopia efter originalarbeten av Lysippos eller någon av dennes efterföljare.